# Jérôme Houyvet
Jérôme Houyvet, né le 3 mars 1970 à Barfleur, est un photographe français, spécialisé dans les sports de glisse et les paysages maritimes.

## Biographie
Élevé à Barfleur, en Normandie, la passion de la mer lui vient à l'école de voile du port normand.
Il se forme à la photographie à l'École française d'enseignement technique (EFET) à Paris entre 1989 et 1991, dont il sort major. Il commence alors sa collaboration avec Wind Magazine.
En 1995, après avoir passé trois années comme photographe de la Sécurité civile, Jérôme Houyvet se spécialise dans la photographie de sport de glisse en s'installant à Hawaii. Il partage dès lors sa vie ente les spots de surf et Barfleur, entre le Pacifique et le Cotentin.
En 2003, il remporte le prix « Jeune Talent » du Festival Photo de mer de Vannes.
Devenu un photographe reconnu de la glisse nautique,, il débute en 2010 une série de publications sur le littoral normand, photographié depuis une aile motorisée de parapente.
En 2014, il publie une série sur le littoral cotentinois vu de terre Lumières marines du Cotentin, série préfacée par le journaliste Jean-Luc Petitrenaud qui fait l'objet de plusieurs expositions en Normandie, dont Omonville-la-Rogue,, et une large couverture médiatique. 

## Publications
- (en) Vol au-dessus du littoral du Cotentin : de la baie des Veys au Mont-Saint-Michel, Saint-Lô, Big Red 1 Editions, 2010, 176 p. (ISBN 978-2-9525081-7-9)
- (en) Vol au-dessus du littoral de Normandie : du Tréport au Mont-Saint-Michel, Saint-Lô, Big Red 1 Editions, 2011, 205 p. (ISBN 978-2-919257-00-3)
- (en) Vol au-dessus des boucles de la Seine normande : de Giverny au Havre, Saint-Lô, Big Red 1 Editions, 2012, 197 p. (ISBN 978-2-919257-04-1)
- (en) Lumières marines du Cotentin : une balade photographique sur les sentiers du littoral, Saint-Lô, Big Red 1 Editions, 2014, 199 p. (ISBN 978-2-919257-06-5)